# René de Moraine
René de Moraine (1816-1879) est un artiste peintre, illustrateur et lithographe français.

## Biographie
Né en avril 1816 à Paris, de Joseph Margault de Moraine, typographe et imprimeur, et de Marie Marguerite Agathe Coupé, Louis Pierre René Margault de Moraine, prend des cours de dessins auprès de Nicolas-Toussaint Charlet.
Signant « R. de Moraine », il expose au Salon de Paris de 1848 à 1864,. Il y présente principalement des aquarelles, inspirées de scènes historiques. Sa dernière adresse indiquée précise qu'il vit à Montrouge, au delà des barrières.
En 1836, il épouse Louise Alexandrine Caron.
En 1848, ses dessins sont traduits en taille-douce par Ferdinand Delannoy, chez l'imprimerie de Mangeon, au 67 de la rue Saint-Jacques : de cette adresse, et sous cette collaboration, sortirons de nombreuses estampes signées R. de Moraine.
Cette même année, les éditeurs Eugène et Victor Penaud lui commande 12 aquarelles pour illustrer sous la forme de frontispices les douze volumes des Mémoires d'outre-tombe de Chateaubriand, lesquels sont mis en gravure par Delannoy.
Dans les années 1850, il produit des chromolithographies tirées chez Lemercier.
Certains de ses motifs ont été reproduits par la faïencerie de Jules Vieillard (Bordeaux).
Il meurt le 19 novembre 1879, à son domicile de Montrouge.

## Ouvrages illustrés

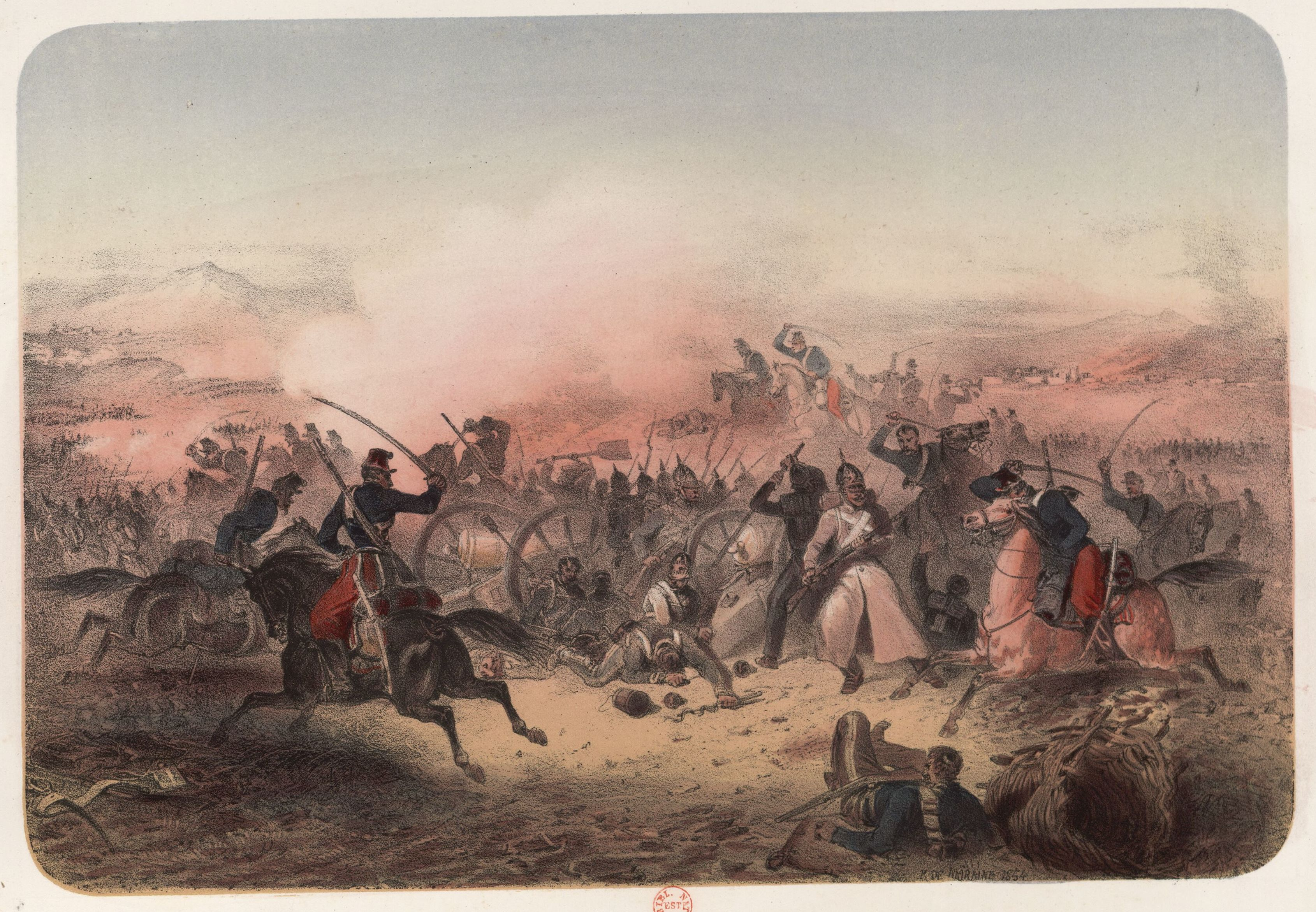
Bataille de Balaklava (octobre 1854), chromolithographie.

- Antoine Galland (trad.), Les Mille et une nuits : contes arabes, édition revue par l'abbé Lejeune, Paris, Librairie de l'enfance et de la jeunesse P.C. Lehuby, 1843.
- Émile Marco de Saint-Hilaire, Histoire de la campagne de Russie pendant l'année 1812 et de la captivité des prisonniers français en Sibérie et dans les autres provinces de l'empire, précédée d'un résumé de l'histoire de Russie, 2 vol., Paris, E. Penaud, 1846-1848.
- Lucien Bessières, Panthéon des martyrs de la liberté, ou Histoire des révolutions politiques et des personnages qui se sont dévoués pour le bien et la liberté des nations, 5 vol., Paris, E. et V. Penaud frères, 1848-1850.
- Chateaubriand, Œuvres complètes, illustré avec G. Staal et Ferdinand, 10 vol., Paris, E. et V. Penaud frères, 1849-1850.
- Jules Gérard, Les chasses d'Afrique, illustré avec François Grenier de Saint-Martin, Paris, Maison Martinet, 1862.
- Paul Féval, Les tribunaux secrets : ouvrage historique, illustré avec Gustave Staal et Gustave Janet, gravures d'Alexandre Ferdinandus, 2 vol., Paris, Legrand et Crouzet, 1864-[1880 ?].